# Bezzi
"Bezzi" é um single da banda brasileira de rock alternativo, new wave e electrorock Cansei de Ser Sexy, lançado em 31 de julho de 2005. A canção está presente no primeiro álbum da banda, o homônimo Cansei de Ser Sexy, tanto na versão brasileira, quanto na internacional.

## Composição
A letra é uma homenagem ao jornalista e DJ Alexandre Bezzi, que era amigo de Adriano Cintra e foi a ponte para as outras integrantes da banda se conhecerem.

## Lançamento e divulgação
A canção foi apresentada ao grande público que não conhecia o Cansei de Ser Sexy ainda pela primeira vez em 2004, quando a banda foi atração do Tim Festival, tocando antes dos 2 Many DJs e no mesmo palco dos Kraftwerk. Em 2005, ficou bastante conhecida quando foi tocada no festival Campari Rock, se tornando uma das mais conhecida pelo público geral, ao lado da faixa "Superafim", antes do estouro do grupo em 2006.
A canção foi incluída pela primeira vez em um trabalho físico em 2004, no EP Em Rotterdam Já É uma Febre, sendo que em 2005 voltou a ser incluída no segundo extended play da banda, intitulado A Onda Mortal / Uma Tarde com PJ, em uma versão mixada com um cover de "Sweet Dreams", do grupo Eurythmics, na mesma faixa. Oficialmente a canção teve sua estreia no primeiro álbum de estúdio da banda,  o homônimo Cansei de Ser Sexy, lançado no Brasil em 9 de outubro de 2005, sendo a única faixa em português a ser incluída na versão internacional do álbum lançada um ano depois.

## Recepção da crítica
O site Meio Desligado criticou a versão lançada como single e no álbum de estreia, declarando que a versão lançada no EP Em Rotterdam Já É uma Febre, era melhor: "antes, um punk setentista sujo e simples, depois, um disco-dance". A crítica também ressalta pontos positivos, dizendo que a canção é capaz de "fazer Borat dançar e sorrir fazendo sua dirty dance em inferninhos kazaques". A faixa criou curiosidade pelo personagem que ficou bem conhecido e acabou tocando em diversas cidades (e estados) do Brasil. Bezzi (Alexandre Bezzi) continua ativo na vida musical e atua há mais de anos como DJ e programador musical. O próprio declarou - "Antes ficava meio irritado quando me perguntavam sobre a música, mas hoje em dia vejo a proporção que a coisa toda teve. Não sempre que um jornalista vindo da cena indie recebe uma homenagem dessas, mesmo que escrachada"

## Faixas
Download digital
1. "Bezzi"

Versões
1. "Bezzi [Demo]"
2. "Bezzi (versão gay) vs. Sweet Dreams"